# Мельницкая, Агнешка

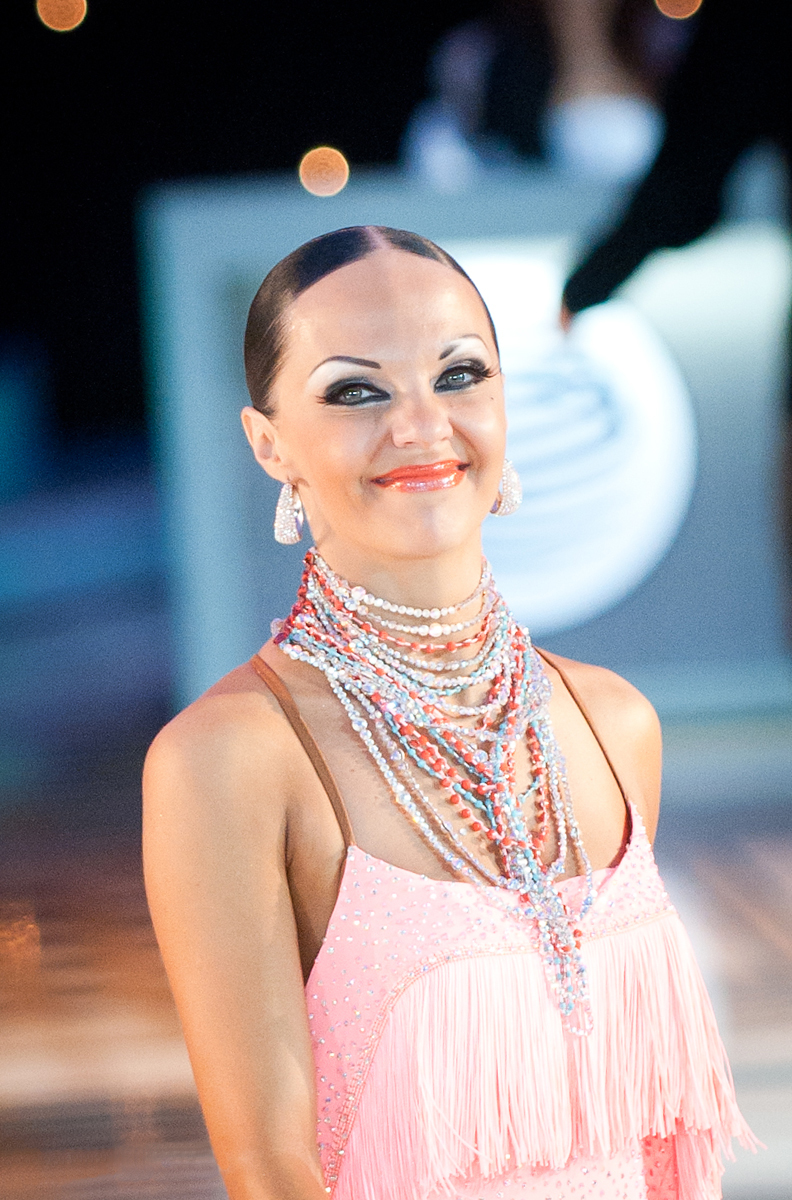
Меля

Мельницкая Агнешка (пол. Melnicka Agnieszka; родилась в 1979 году) — профессиональный бальный танцор, также известна под псевдонимом Меля (Melia). Партнёр Мели — Сергей Сурков.
Выступают вместе с 2001 года. Сергей и Агнешка долгое время выступали за Польшу, но в начале 2009 года перешли в Российский танцевальный союз, где завоевали титул чемпионов России по латиноамериканской программе, который подтвердили и в 2010 году.
На данный момент пара занимает 3-е место в мире по латиноамериканской программе по версии WDC.